# Salvatore Gravano
Salvatore "Sammy the Bull" Gravano, född 12 mars 1945 i Brooklyn i New York, var en tidigare "soldat" och "underboss" i maffia-familjen Gambino som arbetade åt John Gotti.

## Uppväxt
Sammy växte upp i det italienska området Bensonhurst på 78th i Brooklyn (östra New York) och hade det svårt i skolan på grund av sin dyslexi. Han blev ofta kallad trög och ordblind. Detta gjorde att han blev mobbad av de andra eleverna, vilket i sin tur utvecklade en aggressivitet hos honom. Efter att han misshandlat elever på skolan blev han relegerad vid 16 års ålder. År 1964 tvingades han in i armén. Han skickades dock aldrig till Vietnam under Vietnamkriget, vilket gjorde honom besviken. Smeknamnet "The bull" kommer från att han var extremt stark (på grund av anabola steroider) och för han som tioåring "spöade upp" två äldre pojkar som stulit den cykel som han fått i födelsedagspresent. De lokala gangstrarna såg detta och kallade honom därefter "Sammy the bull" eftersom en av gangstrarna kommit med kommentaren "Såg ni Sammy? han är som en liten tjur". Som ung gick Gravano med i ett lokalt gäng kallat "The Rampers".

## Maffia-karriär
Efter armén började Gravano jobba åt maffian. År 1976 blev Gravano invigd i Gambinofamiljen.
Sammy kontaktades av John Gotti 1985 för att hjälpa denne att döda den dåvarande bossen Paul "Big Paul" Castellano. Gravano spelade en stor roll i attentatet mot Castellano som ägde rum den 16 december 1985 utanför Sparks Steakhouse på Manhattan i New York, och fick efter attentatet rollen som Consigliere till John Gotti som blivit boss.
Först blev Frank "Frankie Loc" Locascio underboss, men Gotti bytte efter ett tag plats på Frank och Sammy så att Sammy blev underboss och Frankie Consigliere. Gotti tyckte inte att Frankie Loc passade som underboss på grund av dennes "feghet".   
Gravano var känd för att vara en mycket skicklig torped på grund av hans styrka och att han var mycket brutal. 

## Rättegångar och fängelsestraff
Gravano med flera anhölls 1991 under en operation mot Gambinofamiljen som leddes av FBI. Gravano valde då att vittna mot John Gotti, ett antal andra medlemmar i Gambinofamiljen och erkände 19 mord han utfört genom åren som medlem i maffian. I gengäld såg FBI till att Gravano dömdes till fem års fängelse och fick sedan skyddad identitet.  Salvatore Gravano anses vara den maffiamedlem med högst rang som någonsin vittnat mot sin boss i USA:s historia.
År 2000 anhölls och dömdes Gravano till 19 års fängelse i Colorado för narkotikabrott. Han blev villkorligt frigiven den 28 september 2017.